# Генеральне секретарство судових справ УНР
Генеральне секретарство судових справ УНР — галузевий державний виконавчий орган у складі уряду УНР з червня 1917. Секретарство складалося з кримінального і цивільного департаментів (вони поділялися на відділи), кодифікаційної комісії, канцелярії та деяких ін. підрозділів. Посаду генерального секретаря судових справ обійняв Валентин Васильович Садовський (до лютого 1918). Міністром судових справ в уряді Всеволода Голубовича був Сергій Павлович Шелухін (лютий-квітень 1918).
За часів Директорії (з 14 листопада 1918 року до 10 листопада 1920 року) замість Генерального секретарства було утворено Міністерство юстиції.